# Electric Fields
Electric Fields es un dúo australiano de música electrónica formado por la vocalista Zaachariaha Fielding y el teclista y productor Michael Ross. Electric Fields combina la música soul eléctrica moderna con la cultura aborigen y canta en pitjantjatjara, yankunytjatjara e inglés. El dúo ha lanzado un EP y varios sencillos, y representará a Australia en el Festival de la Canción de Eurovisión 2024 con la canción "One Milkali (One Blood)".

## Carrera

### 2011-2020: Formación eInma

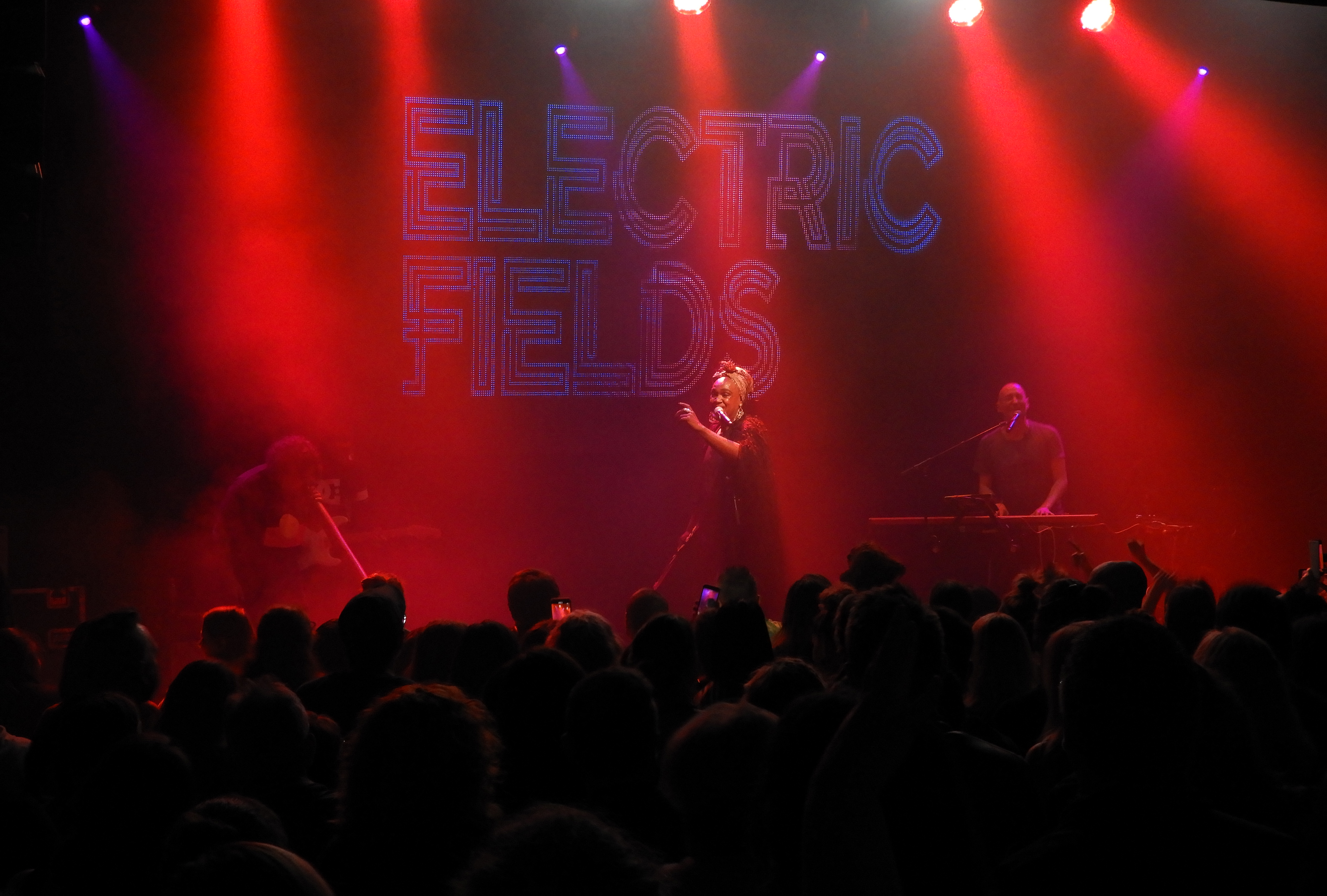
En la Lion Arts Factory de Adelaida durante la gira "2000 and Whatever", julio de 2019

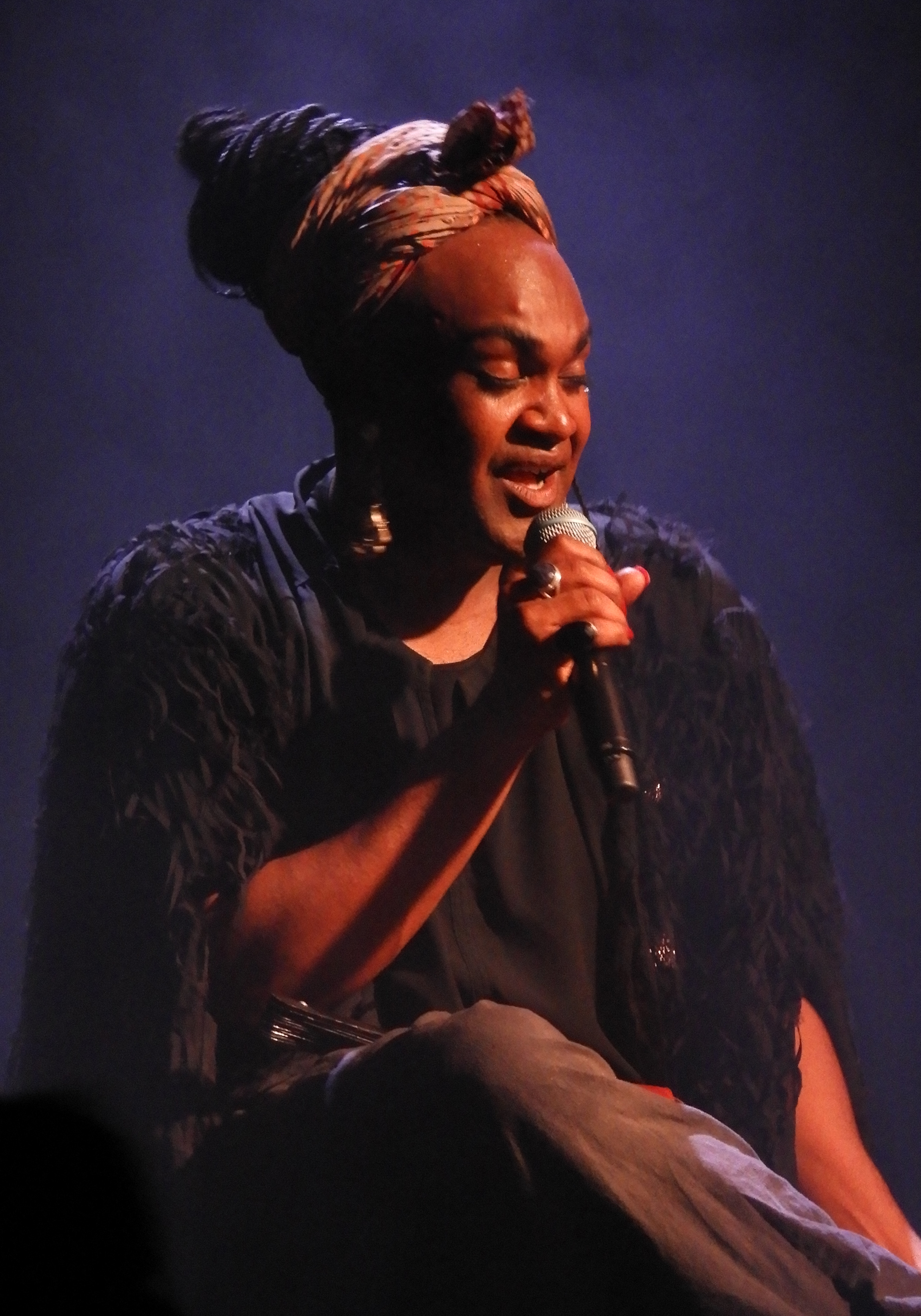
Fielding canta "Nina" en un concierto de Electric Fields en Adelaida

En 2011, Zaachariaha Fielding audicionó para la tercera temporada de The X Factor Australia, interpretando "Talkin Bout a Revolution" de Tracy Chapman. En 2013, Michael Ross audicionó para la quinta temporada interpretando "You Can't Hurry Love" de Phil Collins.
El dúo ha actuado como Electric Fields desde 2015. Su repertorio abarca el pop, el soul y la electrónica, y se les describe como si "Daft Punk se encontrara con Nina Simone en Deep Forest".
En junio de 2016, el dúo lanzó su EP debut Inma (que deriva su nombre de la ceremonia cultural de las mujeres Aṉangu conocida como inma). Daniel Browning, presentador y productor de ABC Radio National, dijo: "Cocrear música que es tan emocionante como emocionalmente conmovedora: la belleza y el puro poder de su musicalidad es impresionante. A menudo presenta los idiomas tradicionales de Zaachariaha del pueblo Anangu Pitjantjatjara Yankunytjatjara. La música de Electric Fields abarca desde pop hasta obras electrónicas de escala épica, pasando por canciones de historias intensamente íntimas". Su música se tocó en el Spirit Festival 2016 y en el Adelaide Fashion Festival 2016 y en Triple J. En 2016, el dúo ganó el premio Emily Burrows, un premio otorgado para reconocer y promover el desarrollo profesional de artistas o bandas musicales originales del sur de Australia.
El dúo ganó el premio al Mejor Talento Revelación del Año en los Premios Nacionales de Música Indígena 2017. Además, fue nominado a Artista del Año en los Premios Nacionales de Música Indígena 2018.
En diciembre de 2018, fueron anunciados como uno de los participantes en Eurovisión: Australia decide en un intento de representar a Australia en el Festival de la Canción de Eurovisión 2019. Electric Fields actuó en la competición con su canción "2000 and Whatever" el 9 de febrero de 2019 y quedó en segundo lugar tanto en la votación del jurado como del público, y segundo en la general. En mayo de 2019, el dúo anunció los votos del jurado australiano en la final del Festival de la Canción de Eurovisión. Más tarde ese año, Electric Fields realizó una gira con "2000 and Whatever" por Australia.
En julio de 2019, Electric Fields recibió dos nominaciones en los Premios Nacionales de Música Indígena.
El 3 de abril de 2020, se lanzó la colaboración de Electric Fields con el grupo noruego Keiino "Would I Lie".
Al dúo se unieron virtualmente Jessica Mauboy, Missy Higgins y John Butler para interpretar la canción de Paul Kelly y Kev Carmody sobre la huelga de Gurindji, "From Little Things Big Things Grow". La actuación fue grabada en el conservatorio del Jardín Botánico de Adelaida y transmitida para el final de temporada de la serie sobre la pandemia de COVID.19 de seis capítulos de ABC Television, The Sound, el 23 de agosto de 2020.
En agosto de 2020, realizaron tres actuaciones acústicas en el Centro Cultural Ukaria en Mount Barker en Adelaide Hills, en colaboración con la plataforma de transmisión en línea Sunny Side Uploads.
En octubre de 2020, el dúo interpretó "From Little Things Big Things Grow" en la Gran Final de la AFL 2020.
En diciembre de 2020, Electric Fields encabezó uno de los programas de la serie queer de búsqueda de talentos "Express Yourself - Queer Discovery", dirigida por APRA AMCOS y Sydney Gay and Lesbian Mardi Gras.

### 2021-presente
En febrero de 2021, Electric Fields interpretó "Don't You Worry" y "Gold Energy" en el Sydney Cricket Ground para el Mardi Gras.
En noviembre de 2021, Electric Fields interpretó "From Little Things, Big Things Grow" en los Premios Nacionales de Música Indígena. Ese mismo mes, firmaron un acuerdo global con Warner Music Australia y lanzaron "Gold Energy". El 18 de marzo de 2022, el dúo lanzó "Catastrophe".
En febrero de 2023, Electric Fields lanzó "We the People" como tema principal oficial del WorldPride. Interpretaron su canción ante una multitud de 20.000 personas en el concierto inaugural del festival en el Domain de Sídney el 24 de febrero de 2023, diciendo: "El orgullo no se trata solo de aceptación, sino de sentirse como en casa con la propia individualidad".
El 5 de marzo de 2024, el dúo fue anunciado como los representantes australianos para el Festival de la Canción de Eurovisión 2024, celebrado en Malmö (Suecia), con la canción "One Milkali (One Blood)". La canción incluye letra en idioma Yankunytjatjara.
El 17 de marzo de 2024, Electric Fields actuará en un concierto llamado "Floods of Fire" con la Orquesta Sinfónica de Adelaida en el Adelaide Festival Center, en la final del Festival de Adelaida.

## Miembros

### Identidad
El lema de la banda de Electric Fields es "evitar las barreras", y Fielding y Ross se describen a sí mismos como "dos hermanos femeninos", abrazando su identidad queer y refiriéndose afectuosamente el uno al otro como Mala (Fielding, el "hermano menor") y Tjutja (Ross, el "hermano mayor"). Son amigos muy cercanos pero no tienen una relación sentimental. Aceptan su identidad femenina y dicen que eso las hace más fuertes. Tienen 10 años y un día de diferencia de edad.

### Zaachariaha Fielding
Zaachariaha Fielding es el mayor de nueve hijos de una familia que vive en Mimili, en las tierras APY del noroeste de Australia del Sur. Estudió música indígena australiana y comenzó a producir su propio trabajo en el Centro de Estudios Aborígenes en Música de la Universidad de Adelaida.
También es conocido como artista, cuyo trabajo ha sido exhibido en varias exposiciones además de ganar el Premio Wynne y el Premio Ramsay de Arte (15.000 dólares australianos), así como el Premio del Público (15.000 dólares australianos) en 2023.

### Michael Ross
Michael Ross es cantante, compositor, pianista y productor de Adelaida. Sus influencias musicales cuando era niño fueron principalmente Mariah Carey, junto con The Cranberries, Tracy Chapman y Lauryn Hill.
Antes de unirse a Electric Fields, Ross participó en X Factor Australia en 2013.

## Filmografía
Electric Fields son el tema de un documental de SBS / NITV, "Voice From The Desert", proyectado a nivel nacional a partir del 10 de diciembre de 2018. La película fue parte de la serie Our Stories, que presenta a creativos australianos indígenas emergentes y fue dirigida por Daniel Clarke y Amy Pysden. El documental muestra al dúo actuando en los Premios Nacionales de Música Indígena 2017 en Darwin, además de cubrir la visita de Fielding a Mimili y examinar sus primeras experiencias de vida al crecer en la remota Australia del Sur y su crecimiento artístico y personal. También hay entrevistas con sus padres Kaye Lowah y Robert Fielding.

## Discografía

### EP
| Título | Detalles                                                                                             |
| ------ | --- |
| Inma   | - Publicado: 20 de junio de 2016 - Etiqueta: Electric Fields - Formatos: Descarga digital, streaming |

### Sencillos

#### Como artista principal
| " 2000 and Whatever"                                                                   | 2019 | 38 |                              |
| "Vision"                                                                               | 2019 | —  | Deadly Hearts 2              |
| "Gold Energy"                                                                          | 2021 | —  |                              |
| "Catastrophe"                                                                          | 2022 | —  |                              |
| "We the People"                                                                        | 2023 | —  |                              |
| "Anpuru Maau Kutjpa"                                                                   | 2023 | —  | Faraway Downs (banda sonora) |
| "One Milkali (One Blood)"                                                              | 2024 | —  |                              |
| "—" denota una grabación que no llegó a las listas o no fue lanzada en ese territorio. |      |    |                              |

#### Colaboraciones
| Título                                                        | Año  | Álbum           |
| ------------------------------------------------------------- | ---- | --------------- |
| "No Other High" (Touch Sensitive featuring Electric Fields)   | 2017 | Visions         |
| "Would I Lie" (Keiino featuring Electric Fields)              | 2020 | Okta            |
| "Must Be Love" (Tseba featuring Electric Fields)              | 2021 |                 |
| "Fight for Me" (Barkaa featuring Electric Fields)             | 2022 | Blak Matriarchy |
| "See Your Face" (Tseba featuring Electric Fields)             | 2023 | Por anunciarse  |
| "Red Future" (Snotty Nose Rez Kids featuring Electric Fields) | 2024 | Red Future      |

### Otras apariciones
| Título                                           | Año  | Álbum                                                             |
| ------------------------------------------------ | ---- | ----------------------------------------------------------------- |
| "Shade Away"                                     | 2017 | NIMA Presents: The Sound of Indigenous Australia - Now and Before |
| "Glorious" (Hermitude featuring Electric Fields) | 2019 | Pollyanarchy                                                      |
| "From Little Things Big Things Grow"             | 2020 | Cannot Buy My Soul: The Songs of Kev Carmody                      |
| "Tjitji Lullaby"                                 | 2022 | ABC Kids                                                          |
| "Tjarpala"                                       | 2023 | Faraway Downs (Banda sonora)                                      |
| "Antara Maau Kutjpa"                             | 2023 | Faraway Downs (Banda sonora)                                      |
| "Tjukurpa Spirit"                                | 2023 | Faraway Downs (Banda sonora)                                      |
| "Tjukurpa"                                       | 2023 | Faraway Downs (Banda sonora)                                      |
| "Ngula"                                          | 2023 | Faraway Downs (Banda sonora)                                      |